# 増盛
増盛（ぞうせい、生没年不詳）は、平安時代末期から鎌倉時代初期にかけての僧侶。中納言平知盛の次男。父知盛の官職に因み、中納言禅師または中納言律師と呼ばれた。知盛の正室は治部卿局であるが、増盛の母が治部卿局であるかどうかは定かでない。

## 経歴
政権の座にある平家一門の子弟として生まれるが、早くから出家させられていたため、寿永2年（1183年）の一門都落ちの際は、知盛に寺に留められ、あえて伴われなかったと推定されている。治承・寿永の乱の過程で父の知盛や兄の知章は落命し、また弟の知忠は建久7年（1196年）に挙兵計画が露見して鎌倉幕府側に誅殺される。
しかし、経緯は不明ながら増盛自身は罪を問われることはなく、建久6年（1195年）には上洛していた源頼朝が鎌倉に下向する際、同じ平家一門出身の忠快とともに一行に加えられた。その後、頼朝の父である義朝の菩提寺として幕府の南向かいに造営された勝長寿院に居住しているが、どういう事情で頼朝が知盛の子である増盛を勝長寿院に居住させたのかは全く不明である。